# Comuna Potokî, Jmerînka
Potokî (în ucraineană Потоки) este o comună în raionul Jmerînka, regiunea Vinnița, Ucraina, formată din satele Potokî (reședința) și Rîjavka.

## Demografie
Componența lingvistică a satului Potokî
     Ucraineană (98,04%)
     Alte limbi (0,41%)
Conform recensământului din 2001, majoritatea populației satului Potokî era vorbitoare de ucraineană (98,04%), existând în minoritate și vorbitori de alte limbi.